# Zhengminghuaïta
La zhengminghuaïta és un mineral de la classe dels sulfurs.

## Característiques
La zhengminghuaïta és un sulfur de fórmula química Cu₆Fe₃As₄S₁₂. Va ser aprovada com a espècie vàlida per l'Associació Mineralògica Internacional l'any 2022, i publicada l'any 2024. Cristal·litza en el sistema trigonal.
L'exemplar que va servir per a determinar l'espècie, el que es coneix com a material tipus, es troba conservat a la col·lecció mineralògica del Museu Geològic de la Xina, a Beijing (República Popular de la Xina), amb el número de catàleg: m16136.

## Formació i jaciments
Va ser descoberta a la mina Zimudang, situada al comtat de Xingren, dins de Qianxinan (Guizhou, República Popular de la Xina). Aquesta mina xinesa és l'únic indret de tot el planeta on ha estat descrita aquesta espècie mineral.